# Los Molares
Los Molares ist eine Gemeinde in der Provinz Sevilla in Spanien mit 3.636 Einwohnern (Stand: 2024). Sie liegt in der Comarca Bajo Guadalquivir.

## Geografie
Die Gemeinde grenzt an Alcalá de Guadaíra, Arahal und Utrera.

## Geschichte
Der Ort entstand um eine Burg, die im Jahre 1336 von Don Lope Gutiérrez de Toledo gebaut wurde. Sie gehörte bis ins 19. Jahrhundert den Herzögen von Alcalá und wurde danach Teil von Utrera, bis sie im Jahre 1919 eine eigenständige Gemeinde wurde.

## Sehenswürdigkeiten
- Burg von Los Morales
- Kirche Santa Marta
- Kirche Nuestra Señora de los Remedios